# جون أندرسون (مذيع أخبار)
جون أندرسون (بالإنجليزية: John Anderson)‏ هو مذيع أخبار أمريكي، ولد في 13 مايو 1965 في غرين باي في الولايات المتحدة.